# Chaconin
Chaconin ist eine natürlich vorkommende chemische Verbindung. Es ist eines der beiden Hauptalkaloide der Kartoffel.

## Chemische Struktur
Chaconin ist ein Glycoalkaloid, das sich aus Chacotriose und dem Steroidalkaloid Solanidin als Aglycon zusammensetzt. Das natürlich vorkommende Glycosid der Chacotriose wird auch als α-Chaconin bezeichnet. Die beiden Glycoside, bei denen jeweils eine der Rhamnose-Komponenten fehlt, werden als β1- (ohne Rhamnose in Position 2 der Glucose) bzw. β2-Chaconin (ohne Rhamnose in Position 4 der Glucose) bezeichnet. Das Glucosid, bei dem beide Rhamnose-Gruppen fehlen, wird als γ-Chaconin bezeichnet.

## Vorkommen und Biosynthese

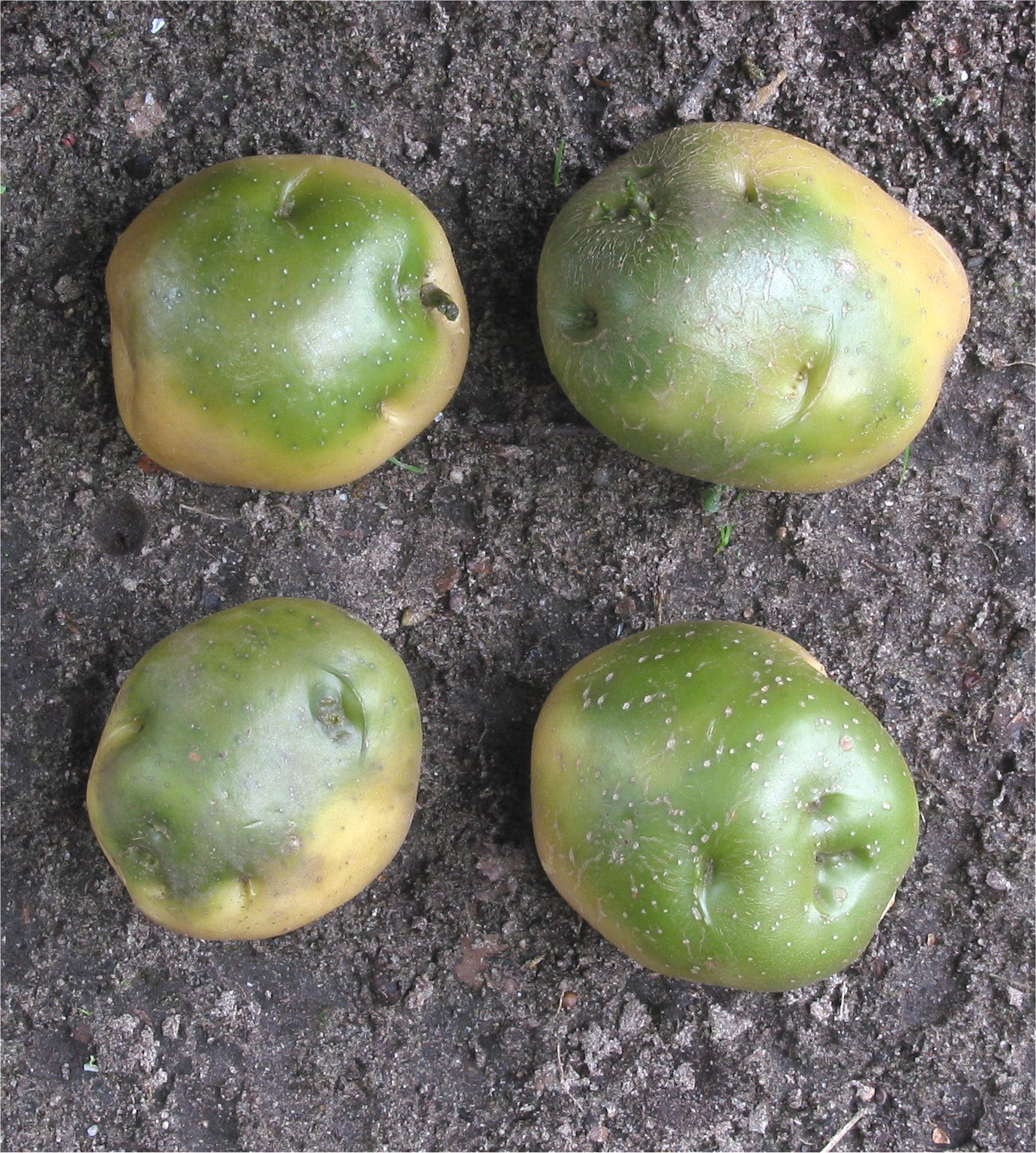
Kartoffeln enthalten Chaconin

Chaconin ist neben Solanin eines der beiden Hauptalkaloide der Kartoffel. Studien mittels 13C-Isotopenmarkierungen haben ergeben, dass die Biosynthese über den Mevalonat-Biosyntheseweg verläuft. Die Chacotriose-Komponente wird durch schrittweise Glycosylierung von Solanidin aufgebaut.

## Biologische Bedeutung
Chaconin wirkt fungizid gegen verschiedene Pilzarten, aber auch insektizid, z. B. gegen Phthorimaea operculella. Der Chaconingehalt in der Pflanze ist wichtig für die Widerstandsfähigkeit gegen diesen Schädling; in einer Studie hat sich eine klare Korrelation zwischen dem Alkaloid-Gehalt und der Sterblichkeit von Puppen auf der Pflanze gezeigt. Zum Teil können Schädlinge der Giftwirkung entgehen, beispielsweise haben Phthorimaea operculella Bakterien (Glutamicibacter halophytocola) im Magen, die Chaconin abbauen können und bestimmte Pilze verfügen ebenfalls über Enzyme, die Chaconin hydrolysieren können. Chaconin ist ein Inhibitor von Acetylcholinesterasen bei Insekten. Das entsprechende Enzym des Kartoffelkäfers Leptinotarsa decemlineata ist hiervon jedoch kaum betroffen.

## Toxikologie
In Studien an Ratten hat sich bei intraperitonealer Gabe ein LD50-Wert von 84 mg/kg ergeben. Schon in geringen Mengen wirkte es teratogen und verursachte Fehlgeburten und Missbildungen der Rippen bei Neugeborenen. Die teratogene Wirkung hängt stark von der Zuckerkomponente ab.  β1-Chaconin wirkt schwächer als α-Chaconin. Die  β2- und γ-Formen wirken noch einmal deutlich schwächer. Der Gehalt in Kartoffeln beträgt je nach Sorte und äußeren Einflüssen bis etwa 100 mg/kg. Erhitzen (Kochen, Braten, Backen) hat kaum Einfluss auf den Gehalt. Oft ist der Gehalt bei der Ernte noch eher niedrig und nimmt dann mit der Zeit zu. Chaconin schädigt Zellmembranen und wirkt dabei synergistisch mit Solanin.

## Sonstige Eigenschaften
Die fungiziden Eigenschaften sind stark pH-abhängig, im sauren Milieu ist die Wirkung deutlich geringer. Es wirkt allerdings synergistisch mit Solanin: eine Mischung beider Alkaloide hat deutlich stärkere fungizide Eigenschaften als jede einzelne Verbindung und auch der Effekt eines niedrigen pH-Werts ist deutlich weniger ausgeprägt. Chaconin ist außerdem cytotoxisch und auch in diesem Fall hat die Mischung mit Solanin einen synergistischen Effekt. Weitere pharmakologische Studien deuteten außerdem auf entzündungshemmende Eigenschaften sowie auf eine Wirkung gegen Protozoen hin.

## Nachweis
Der quantitative Nachweis von Chaconin in pflanzlichem Material gelingt nach Extraktion mit Pyridin, Silylierung und gaschromatographischer Trennung von Chaconin und Solanin.